# Albert Dubuisson (peintre)
Pour les articles homonymes, voir Dubuisson.
Ne doit pas être confondu avec Albert Dubuisson.
Albert Lucien Dubuisson, né à Rouen le 24 avril 1850 et mort le 13 janvier 1937 à Saint-Cloud, est un peintre français.

## Biographie
Frère du Dr Paul Dubuisson, élève  de Jean-Baptiste Camille Corot et de Louis Français à l'École de Barbizon, membre du Salon des artistes français, il y obtient une mention honorable en 1882. 

## Œuvres
Liste des œuvres donnée par le CTHS :
- Le Parc de Versailles
- Le Convoi des chevaux
- Environs de Windsor
- Attelage de bœufs (salon de 1857)

## Publications
- 1924 : Les Échos du bois sacré. Souvenirs d’un peintre (de Rome à Barbizon), Paris ;
- 1927 : Bonington, Paris, Felix Alcan.